# Cristóbal Juliá
Cristóbal Nicolás Juliá de la Vega (Monte Patria, 14 de mayo de 1979) es un meteorólogo y político chileno, actual Gobernador de la Región de Coquimbo.
Fue director regional de la Dirección General de Aguas (DGA), coordinador provincial de la Seremi de Minería y encargado de emergencias en el Instituto de Desarrollo Agropecuario (INDAP). También se destacó como investigador en el Centro de Estudios Avanzados en Zonas Áridas (CEAZA) durante nueve años.
Se desempeñó como analista y comunicador meteorológico en Mi Radio, una emisora local de la Región de Coquimbo. En este rol, proporcionaba análisis meteorológicos y compartía información sobre el clima y el medio ambiente con la audiencia local.

## Familia y estudios
Nació el 14 de mayo de 1979 en la comuna de Monte Patria, provincia del Limarí en la Región de Coquimbo. En el seno de una familia ligada al mundo agrícola. Vivió allí hasta los seis años, cuando su familia se trasladó a Ovalle. En Ovalle, cursó su educación básica y media en el Colegio Amalia Errázuriz. Tras finalizar la enseñanza media, en 1998 estudió Meteorología en la Universidad de Valparaíso.

## Vida laboral
Al finalizar sus estudios, en 2007 regresó a la región y comenzó su carrera profesional en el Centro de Estudios Avanzados en Zonas Áridas (CEAZA), donde participó en investigaciones sobre sostenibilidad ambiental y gestión de recursos hídricos. 
Posteriormente durante el segundo gobierno de Sebastián Piñera, ocupó varios cargos en instituciones gubernamentales de la región, incluyendo el Instituto de Desarrollo Agropecuario (INDAP), la Secretaría Regional Ministerial de Minería y la Dirección General de Aguas (DGA), donde trabajó en el manejo de emergencias agrícolas, el desarrollo sostenible del sector minero y la gestión de recursos hídricos.
Además de su labor en el sector público, Juliá incursionó brevemente en el emprendimiento con la creación de la pastelería “Café Nimbus”
Al comienzo del gobierno de Gabriel Boric, fue desvinculado de la DGA. Comenzó a trabajar en Mi Radio a partir de 2022, una emisora local de la Región de Coquimbo, conducida por Roberto Dueñas. En su rol, Juliá se desempeñó como analista meteorológico y comunicador, brindando información sobre el clima y aspectos ambientales. A través de su participación en diversos programas de la radio, contribuyó con pronósticos y análisis sobre fenómenos

## Carrera política
Inició su carrera política en 2017, cuando fue invitado a participar en el partido Evolución Política (Evópoli). Aunque no es militante, ha mantenido una relación cercana con la organización desde entonces. Ese mismo año se postuló como candidato a Consejero Regional de Coquimbo (CORE) por la provincia de Elqui, representando al partido. Sin embargo, en esa ocasión no logró obtener el cargo, ya que no resultó electo en las elecciones regionales.
En 2024, Cristóbal Juliá se postuló para el cargo de Gobernador Regional de Coquimbo, participó en las primarias de gobernadores regionales de Chile Vamos de 2024, que agrupa a partidos de centroderecha. En estas primarias, se enfrentó a candidatos como Roberto Vega de Renovación Nacional y Cristian Rondanelli de la UDI. Juliá, presentándose como candidato independiente respaldado por Evopoli, obtuvo 8.678 votos, superando a Roberto Vega, quien consiguió 6.157 votos, y a Cristian Rondanelli, quien alcanzó 5.384 votos. Este resultado le permitió consolidarse como el candidato oficial del pacto Chile Vamos para la Gobernación.
En la primera vuelta de las elecciones regionales, Cristóbal Juliá se enfrentó a Javier Vega, candidato del Partido Comunista y del pacto Por Chile y sus Regiones. Ninguno de los candidatos alcanzó el 40% de los votos necesarios para ganar en primera vuelta, lo que obligó a una segunda vuelta electoral.  
En la segunda vuelta, Cristóbal Juliá obtuvo el 63% de los votos del total, mientras que Javier Vega consiguió el 37%.  Con este triunfo, Cristóbal Juliá se convirtió en el segundo Gobernador Regional electo en la historia de la Región de Coquimbo, asumiendo el cargo el 6 de enero de 2025.

## Controversias
Cristóbal Juliá expreso públicamente su apoyo al Proyecto Minero Portuario Dominga, destacando su potencial para generar empleo y desarrollo en la comuna de La Higuera, ubicada en la Región de Coquimbo. Sin embargo, el proyecto ha enfrentado controversias debido a preocupaciones ambientales y sociales de algunos movimientos ambientalistas que advierte de riesgos para la biodiversidad y el ecosistema marino, especialmente en la Reserva Nacional Pingüino de Humboldt.